# Graciela Fernández Meijide

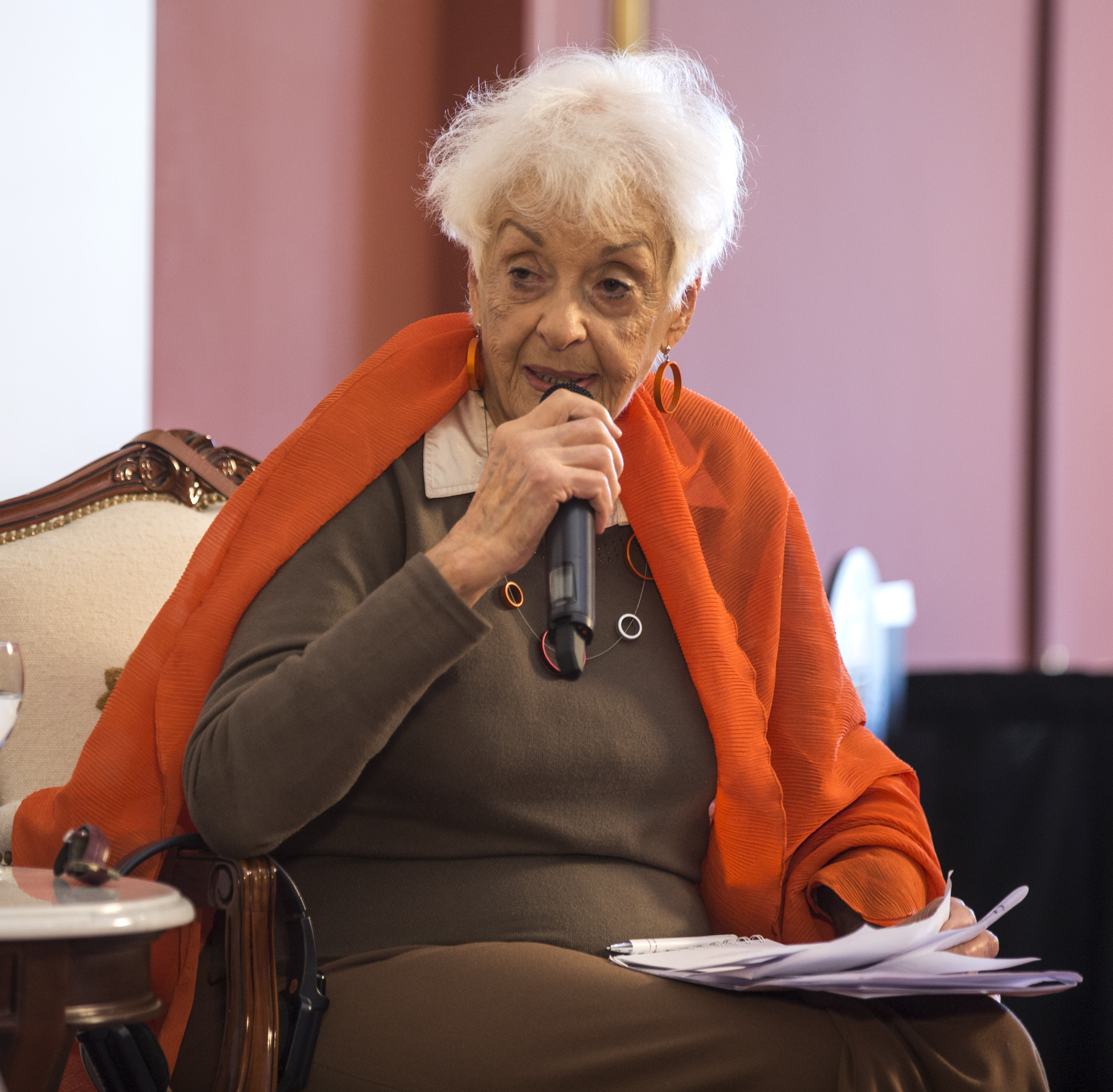
Graciela Fernández Meijide

Rosa Graciela Castagnola de Fernández Meijide (* 27. Februar 1931 in Avellaneda, Buenos Aires) ist eine argentinische Menschenrechtlerin und ehemalige Politikerin der Frente País Solidario (FrePaSo).

## Leben
1977 wurde ihr 17-jähriger Sohn Pablo während der Zeit der Militärdiktatur durch die Militärregierung entführt und tauchte nie wieder auf. Graciela Fernández Meijide gab daraufhin ihren Beruf als Lehrerin auf und wurde Mitglied der Menschenrechtsorganisation Asamblea Permanente por los Derechos Humanos. In der Comisión Nacional sobre la Desaparición de Personas übernahm sie die Leitung der Abteilung für die Entgegennahme von Beschwerden.
1993 wurde Graciela Fernández Meijide für die Frente Grande erstmals als Abgeordnete in den Nationalkongress gewählt. Nach dem Zusammenschluss ihrer Partei mit weiteren linken Kleinparteien zur Frente País Solidario wurde sie 1995 Senatorin. Bei den Parlamentswahlen 1997 setzte sich Fernández Meijide in der Provinz Buenos Aires gegen Hilda González de Duhalde, die Ehefrau des damaligen Gouverneurs Eduardo Duhalde, durch und galt durch diesen Erfolg als ernsthafte Kandidatin für die Präsidentschaftswahlen 1999. Nach der Gründung eines Wahlbündnisses mit der Unión Cívica Radical unterlag sie in einer Abstimmung innerhalb des Bündnisses über die Kandidatur für das Amt des Präsidenten dem späteren Amtsinhaber Fernando de la Rúa. Sie wurde im Kabinett des Präsidenten de la Rúa Ministerin für soziale Entwicklung und Umwelt. Nach dem Bruch des Bündnisses zwischen der FrePaSo und der Unión Cívica Radical trat Graciela Fernández Meijide so wie alle Mitglieder der Frente aus der Regierung aus. Anschließend zog sie sich aus der Politik zurück.
Außer ihrem Sohn Pablo hat Fernández Meijide zwei weitere Kinder.